# 蒲池みゆき
蒲池 みゆき（かまち みゆき）は、日本の心理学者。専門は認知心理学。

## 略歴
福岡県に生まれる。1990年福岡県立修猷館高等学校を経て、1995年九州大学文学部哲学科心理学専攻を卒業。1998年九州大学大学院文学研究科心理学専攻修士課程、2000年同大学院人間環境学研究科行動システム心理学専攻博士課程を修了。1995年より2001年まで国際電気通信基礎技術研究所学外実習生および研修研究員、1998年より2001まで日本学術振興会特別研究員を務める。
2001年国際電気通信基礎技術研究所専任研究員となり、2002年奈良大学社会学部人間関係学科非常勤講師を務める。
2006年工学院大学情報学部情報デザイン学科助教授となり、2007年同准教授を経て、2014年同教授に就任。2016年より2020年まで情報デザイン学科長、2020年より2021年まで情報学部長を務め、2021年工学院大学副学長に就任。2020年より学校法人工学院大学の評議員も務めている。
大学在学中から顔認知を研究しており、現在は顔認証・モーフィングのソフトウェア開発や、顔データベースの整備、顔のフェイク動画の研究などを行なっている。